# Baphetoidea
De Baphetoidea zijn een superfamilie van uitgestorven vroege tetrapoden. Het omvat de familie Baphetidae en een aantal meer basale geslachten als Eucritta en Spathicephalus (die zijn eigen familie Spathicephalidae heeft gekregen). De superfamilie wordt ook wel Loxommatoidea genoemd, maar deze naam is een jonger synoniem van Baphetoidea.

## Taxonomie
Baphetoidea werd benoemd door Edward Drinker Cope in 1875. De naam Loxommatoidea werd opgericht in 1929 door D.M.S. Watson voor baphetiden als Loxomma, die toen bekend stonden als loxommatiden. Loxommatiden bleken later leden van Baphetidae te zijn, en Loxommatoidea werd als gevolg daarvan synoniem met Baphetoidea. Omdat Baphetoidea de eerste naam was die werd opgericht, heeft deze voorrang op Loxommatoidea.